# Cykl ozonowy

Schemat ilustrujący cykl ozonowy (w jęz. angielskim)

Cykl ozonowo-tlenowy (na cześć jego odkrywcy zwany też cyklem Chapmana) – szereg reakcji chemicznych opisujących przemiany jakim podlega ozon stratosferyczny czemu towarzyszy przemiana promieniowania ultrafioletowego w energię cieplną. W swej istocie proces ten został odkryty w roku 1930 przez brytyjskiego matematyka i geofizyka, Sydneya Chapmana (1888–1970).
Podstawowy cykl ma następujący przebieg:
1. W wyniku pochłonięcia fotonu promieniowania ultrafioletowego o długości fali mniejszej niż 242 nm, dwuatomowa cząsteczka tlenu jest rozbijana na dwa reaktywne atomy:
O
2 + hν → 2O
2. W wyniku zderzenia atomu tlenu z cząsteczką tlenu powstaje ozon:
O + O
2 + M → O
3 + M
Cząsteczki M odprowadzają ciepło z układu
3. Fale promieniowania ultrafioletowego z zakresu 240–310 nm powodują rozpad cząsteczki ozonu:
O
3 + hν → O
2 + O
4. Tlen atomowy może ponownie utworzyć ozon (etap 2) lub utworzyć tlen cząsteczkowy:
O
3 + O → 2O
2
2O → O
2

W trakcie badań zwrócono uwagę na inne niż tlen związki współistniejące z nim w atmosferze ziemskiej. Utrudniają one trafienie fotonu w cząsteczkę tlenu, a wyłapując jego reaktywne atomy, zmniejszają prawdopodobieństwo powstania ozonu.
Oto przykładowy schemat procesu konkurencyjnego:
NO
2 + hν → NO + O
O + O
2 → O
3
O
3 + NO → NO
2 + O
2
Za główną przyczynę zaniku ozonu w atmosferze, czyli powstawanie dziury ozonowej uważa się zanieczyszczenie atmosfery chlorem pochodzącym z freonów.